# Kobersdorf
Kobersdorf (węg. Kabold, burg.-chorw. Kobrštof) – gmina targowa w Austrii, w kraju związkowym Burgenland, w powiecie Oberpullendorf. 1 stycznia 2014 liczyła 1,93 tys. mieszkańców.

## Współpraca
Miejscowość partnerska:
- Waldbrunn, Niemcy